# Truyền thuyết người lính bị dịch chuyển 1593

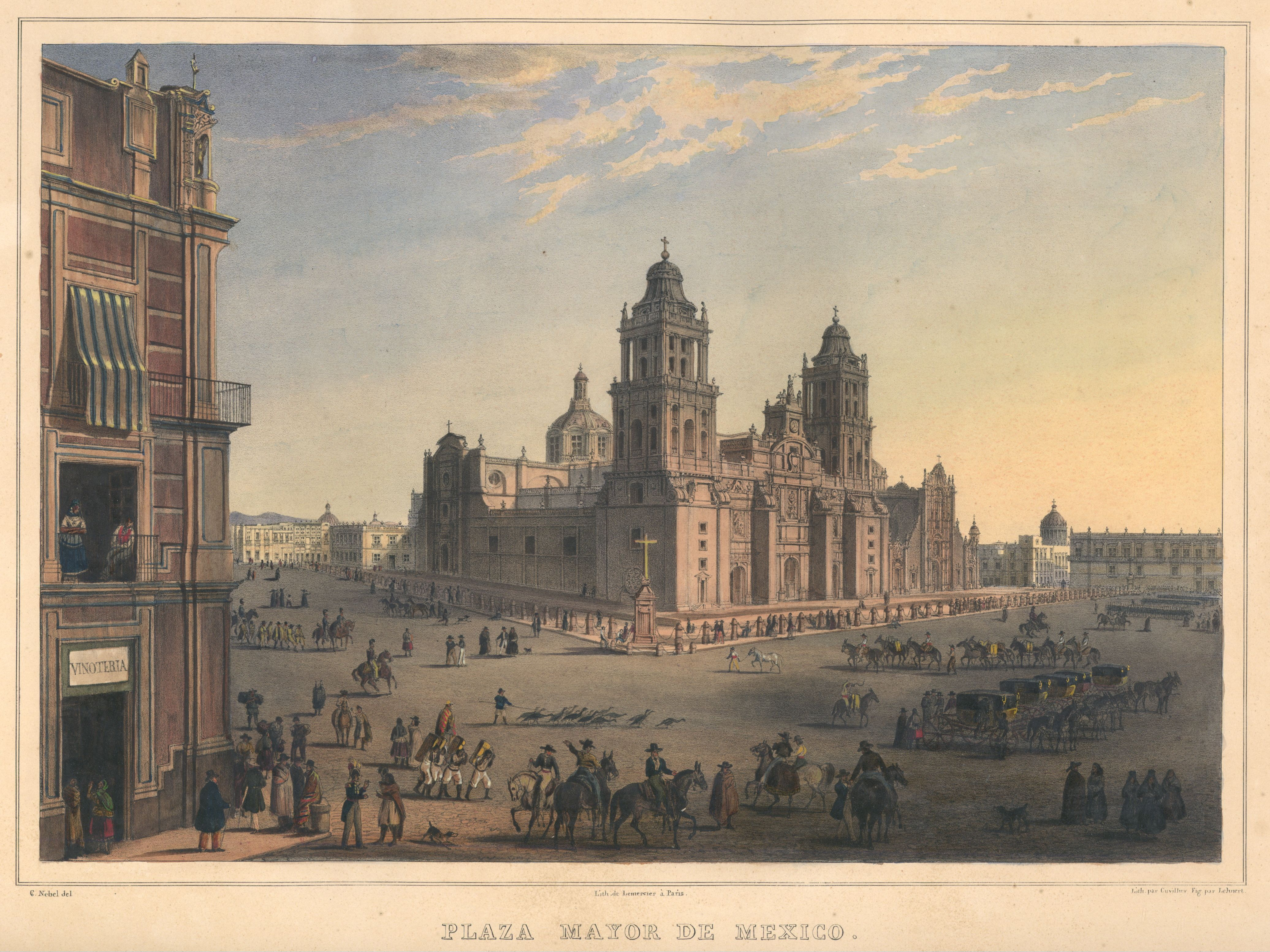
Plaza Mayor là nơi mà người lính bị nghi dịch chuyển vào năm 1593 trong bức tranh vẽ năm 1836.

Truyền thuyết dân gian kể rằng có một người lính của Đế quốc Tây Ban Nha (tên là Gil Pérez trong phiên bản câu chuyện năm 1908) đột nhiên bị dịch chuyển đầy bí ẩn từ Manila ở Philippines đến Plaza Mayor   (nay là Zócalo) ở Thành phố México vào tháng 10 năm 1593. Người México không mấy tin tưởng vào lời kể của người lính đến từ Philippines cho đến khi anh ta đề cập đến vụ ám sát Tổng đốc Gómez Pérez Dasmariñas mà mãi nhiều tháng sau mới được chứng thực từ tin tức của hành khách trên một con tàu đã băng qua Thái Bình Dương. Năm 1908, nhà nghiên cứu văn học dân gian Thomas Allibone Janvier từng mô tả truyền thuyết này "hiện hữu trong mọi tầng lớp dân cư của Thành phố México". Các nhà điều tra hiện tượng huyền bí thế kỷ 20 tin tưởng vào câu chuyện này rồi cho đây là lời giải thích khả dĩ về hiện tượng dịch chuyển tức thời và người ngoài hành tinh bắt cóc.

## Diễn biến vụ việc
Ngày 24 tháng 10 năm 1593, người lính này đang làm nhiệm vụ canh gác Dinh Tổng đốc ở Manila thuộc Phủ Toàn quyền Philippines. Đêm trước đó, viên Tổng đốc tiền nhiệm Gómez Pérez Dasmariñas bị hải tặc Trung Quốc ám sát, nhưng toán lính canh vẫn làm việc như thường lệ và chờ ngày bổ nhiệm Tổng đốc mới. Người lính này bắt đầu cảm thấy chóng mặt và kiệt sức nên đành dựa lưng vào tường để nghỉ ngơi trong chốc lát.
Tới lúc mở mắt ra vài giây sau đó, anh ta kinh ngạc khi nhận thấy mình đang ở Thành phố México, thuộc Phó vương quốc Tân Tây Ban Nha, cách Manila gần 17 nghìn km. Người lính không nhớ gì về việc làm thế nào mình có thể tới được xứ México xa xôi chỉ sau một giấc ngủ. Một số lính canh phát hiện kẻ lạ mặt này vẫn mặc trên mình bộ quần áo lính cận vệ Philippines và bắt đầu tra hỏi anh ta là ai. Dân chúng ở Thành phố México vẫn chưa biết tin tức về vụ ám sát Tổng đốc Philippines. Anh ta bèn đem câu chuyện lạ lùng của mình kể cho những người xung quanh về cái chết của viên Tổng đốc ở Manila.
Giới chức trách nơi đây liền bắt giam anh ta vào tù vì nghi ngờ người lính này đào ngũ và gán cho tội danh tay sai của quỷ sứ. Nhiều tháng sau, tin tức về cái chết của Tổng đốc mới đến được xứ México trong một buổi dạ tiệc từ Philippines. Một trong những hành khách kịp nhận ra người lính bị cầm tù và nói rằng chính mắt mình đã nhìn thấy anh ta ở Philippines một ngày sau cái chết của viên Tổng đốc. Mọi chuyện vỡ lẽ, anh ta được chính quyền México thả tự do và trở về Philippines tiếp tục làm lính cận vệ. Người ta kể lại rằng, sau lần dịch chuyển bí ẩn ấy, tay lính này chẳng bao giờ thực hiện lại được khả năng đó thêm lần nào nữa.

## Câu chuyện về sau
Nhà nghiên cứu văn học dân gian người Mỹ từng sống ở México là Thomas Allibone Janvier đã kể lại câu chuyện mang tên Huyền thoại Bóng ma sống trong ấn bản tháng 12 năm 1908 của tạp chí Harper's Magazine, bèn đặt cho người lính cái tên Gil Pérez. Câu chuyện này là một trong số bộ truyện dài tập có tựa đề Huyền thoại Thành phố México được xuất bản thành tuyển tập vào năm 1910. Janvier lưu ý rằng những mô típ tương tự như thế này khá phổ biến trong văn học dân gian. Cuốn Chuyện kể Alhambra xuất bản năm 1832 của nhà văn Washington Irving có câu chuyện "Thống đốc Manco và người lính" là mang những nét tương đồng với truyền thuyết này.
Câu chuyện năm 1908 của Janvier dựa trên phiên bản tiếng Tây Ban Nha của nhà nghiên cứu văn học dân gian người México Luis González Obregón, được xuất bản trong tuyển tập México năm 1900 México viejo: noticias históricas, tradiciones, leyendas y costumbres (tạm dịch: Cựu México: ghi chép lịch sử, văn hóa dân gian, truyền thuyết và phong tục) dưới nhan đề "Un aparecido" ("Hiển linh"). Obregón lần theo được vết tích câu chuyện này là nhờ bản tường thuật năm 1698 của Fray Gaspar de San Agustín về cuộc chinh phục xứ Philippines của người Tây Ban Nha, từng kể lại câu chuyện này là sự thật; San Agustin không nêu rõ tên người lính và cho rằng vụ dịch chuyển của anh này là phép phù thủy.
Janvier cho biết Obregón khẳng định rằng Antonio de Morga vào năm 1609 đã viết về cái chết của Pérez Dasmariñas vốn được México biết đến cùng ngày, mặc dù de Morga có nói là mình không nắm rõ chuyện này xảy ra như thế nào. José Rizal ghi lại nhiều câu chuyện kỳ lạ khác đến từ Philippines thuộc Tây Ban Nha lúc đó; Luis Weckmann cũng đưa ra quan điểm tương tự về mối quan hệ với México thuộc Tây Ban Nha. Một tuyển tập năm 1936, Historias de vivos y muertos (tạm dịch: Câu chuyện về người sống và người chết) của người kế vị Obregón là Artemio de Valle Arizpe, bao gồm phiên bản của câu chuyện mang tên "Por el aire vino, por la mar se fue" (tạm dịch: Nhờ trời hắn đến đây, nhờ biển hắn rời đi).
Một số nhà văn đã đưa ra những lời giải thích nhuốm đầy màu sắc siêu linh cho câu chuyện này. Morris K. Jessup và Brinsley Le Poer Trench, Bá tước đời thứ 8 xứ Clancarty, đề xuất giả thuyết người ngoài hành tinh bắt cóc, trong khi Colin Wilson và Gary Blackwood lại gợi ý đây chính là hiện tượng dịch chuyển tức thời.